# Toni Braxton (álbum)
Toni Braxton é o primeiro álbum de estúdio da cantora norte-americana Toni Braxton, lançado em 13 de julho de 1993. O álbum foi produzido por L.A. Reid, Babyface e Daryl Simmons. Vendeu mais de oito milhões de cópias apenas nos Estados Unidos, e recebeu oito discos de platina no país. Este álbum está na lista dos 200 álbuns definitivos no Rock and Roll Hall of Fame.

## Singles
O primeiro single do álbum, "Another Sad Love Song", alcançou o número sete na Billboard Hot 100 e ficou em segundo lugar na Billboard R&B/Hip-Hop Songs. No Brasil a música fez sucesso ao entrar na trilha sonora internacional da telenovela A Viagem. O segundo single do álbum, "Breathe Again", chegou ao top 5 das paradas Hot 100 e R&B/Hip-Hop Songs e ficou em segundo lugar no UK Singles Chart. Mais singles do álbum foram lançados em 1994, como "Seven Whole Days", "You Mean the World to Me", e o single duplo "I Belong to You/How Many Ways". O álbum também inclui o primeiro single solo da carreira de Toni Braxton, "Love Shoulda Brought You Home", lançado em 1992 para a trilha sonora do filme "Boomerang".

## Recepção
O álbum recebeu críticas positivas e rendeu vários prêmios a Braxton, incluindo três Prêmios Grammy, de "Artista Revelação" e dois prêmios consecutivos de "Melhor Performance Feminina de R&B" (em 1994 e 1995). Ela também ganhou dois American Music Awards, um de "Artista Revelação de Soul/R&B" em 1994, e outro de "Álbum Favorito de Soul/R&B" em 1995.

## Desempenho Comercial
O álbum estreou em 36º lugar na Billboard 200 e mais tarde passou duas semanas (não consecutivas) no topo da parada, bem como três semanas não consecutivas no topo da Billboard R&B / Hip-Hop Albums. Vendeu 6,107,000 de cópias nos Estados Unidos e 10 milhões de cópias no mundo todo.
No Japão, o álbum foi lançado com o titulo de "Love Affair" (nome de uma música do álbum). A edição em japonês contém a mesma ordem de faixas da versão padrão, a única diferença é o encarte que vem com as músicas escritas em japonês. 

## Faixas
1. "Another Sad Love Song" – 5:01
2. "Breathe Again" – 4:29
3. "Seven Whole Days" – 6:20
4. "Love Affair" – 4:28
5. "Candlelight" – 4:39
6. "Spending My Time with You" – 4:10
7. "Love Shoulda Brought You Home" – 4:58
8. "I Belong to You" – 3:54
9. "How Many Ways" – 4:47
10. "You Mean the World to Me" – 4:56
11. "Best Friend" – 4:27
12. "Breathe Again (Reprise)" – 1:18

## Certificações
| País                  | Certificação | Vendagem   |
| --------------------- | ------------ | ---------- |
| Austrália (ARIA)      | Ouro         | 35,000^    |
| Canadá (Music Canada) | 2× Platina   | 200,000^   |
| Japão (RIAJ)          | Ouro         | 100,000^   |
| Países Baixos (NVPI)  | Ouro         | 50,000^    |
| Nova Zelândia (RMNZ)  | Platina      | 15,000^    |
| Reino Unido (BPI)     | Ouro         | 100,000^   |
| Estados Unidos (RIAA) | 8× Platina   | 8,000,000^ |